# Dragutin Stanić
Dragutin Stanić, bosansko-hercegovski general, * 13. februar 1913, † 1996.

## Življenjepis
Stanić, po poklicu rudar, se je leta 1941 pridružil NOVJ in KPJ. Med vojno je bil na različnih poveljniških položajih več enot.
Po vojni je bil poveljnik divizije, šolskega centra, pomočnik poveljnika vojaškega področja,...